# Gerardo Guevara
Luis Gerardo Guevara Viteri (Quito, 23 de septiembre de 1930-Guayaquil, 23 de diciembre de 2024) fue un compositor ecuatoriano considerado como el vínculo entre las generaciones de músicos nacionalistas y las propuestas musicales contemporáneas. Además de compositor, Guevara era también director de orquesta, coros y pianista.

## Biografía
Gerardo Guevara fue un músico precoz. Su padre trabajó como conserje del Conservatorio Nacional de Música de Quito y se cuenta que de muy niño, Gerardo solía acercarse silencioso a las clases de dictado, gritar súbitamente las notas correctas a los estudiantes mayores y correr para ponerse a salvo. A los quince años ingresó a las clases de escrituras de Luis Humberto Salgado. En 1952 lo encontramos en Guayaquil estudiando obras de Bartok y composición con el músico húngaro Jorge Raycki.
Desde 1959, con beca de la Unesco, estudió composición con Nadia Boulanger en la École Normale de Musique de Paris en donde se graduó como director de orquesta. Estudió también musicología en Universidad de La Sorbonne. Vivió en París por doce años y, al regresar en Ecuador en 1972, fundó el coro de la Universidad Central del Ecuador y en 1973 la SAYCE (sociedad de autores y compositores ecuatorianos)
Fue director de la Orquesta Sinfónica Nacional (1974-75) y director del Conservatorio Nacional de Música de Quito (1980-88), institución en la que fue catedrático de Historia de la Música Ecuatoriana.
Confeso nacionalista aunque de visión amplia, original y cualitativa: usó técnicas contemporáneas a tal punto que Robert Stevenson escribe que "Guevara Viteri se ha inspirado en estilos europeos". Acaso es más apropiado decir con Béhague que "técnicas más avanzadas de composición aparecen en varios de los trabajos de Guevara". Su catálogo es numeroso así como numerosas son las colaboraciones escritas para infinidad de revistas y periódicos. Como maestro, su incidencia ha sido igualmente importante. Es una de las figuras mayores de la música ecuatoriana.

## Obras
- Himno del Censo, 1948
- Inspiración para piano, 1950, (estrenada por Alex Alarcón Fabre, 2011).
- La Tunda, 1954
- Guayaquil, pórtico de oro, 1955
- El Espantapájaros, 1955
- Despedida, 1957.
- 18 arreglos de música popular ecuatoriana, 1957
- Apamuy Shungo para piano, 1958.
- Yaguar shungo ballet para orquesta sinfónica, coro y recitantes, 1958.
- Albazo # 1, 1958
- Yaraví, 1958
- Danzante # 2, 1958
- Yumbo, 1958
- Mi Sanjuanito, 1958
- Introducción y Sanjuanito, 1959
- Geografía para barítono y piano (textos de Jorge Enrique Adoum), 1960.
- Tierras para barítono y piano (texto de Jorge Carrera Andrade) , 1960.
- Primer Cuarteto de Cuerdas, 1960.
- Tres melodías para barítono y piano, 1961
- Salve, salve gran señora (variaciones), 1961
- El Hombre Planetario para barítono y piano (textos de Carrera Andrade), 1962.
- Tres preludios para piano: Recitativo, Albazo y Sanjuanito, 1963.
- Cantata de la paz para barítono, orquesta y coro 1963-64.
- Segundo Cuarteto de Cuerdas, 1963-64.
- Atahualpa para coro, 1965.
- Indios para coro, 1965.
- Suite Mínima, 1966
- 5 Postales: Quito, Santiago de Compostela, París, Tokio, New York, 1966
- Se va con algo mío, pasillo, 1967.
- Danzante del destino, 1967.
- Danzante de la Ausencia, 1967.
- Yaraví del desterrado, 1967.
- Tuyallay, 1967.
- Wawaki, 1967
- Ismos: Impresionismo, Expresionismo, Puntillismo, Realismo Latinoamericano, Concreto-Abstracto para violín, viola, chelo, oboe, clarinete y piano, 1970.
- Cinco Melodías, 1970
- Tres ejercicios para piano, 1970
- La casa del qué dirán (opera): Obertura, Aria de la Loca, Aria de Crispín (obra inconclusa), 1971
- Estudios para piano, 1971
- Cuadernos de la tierra, 1971
- Ecuador, suite orquestal, 1972.
- 5 Miniaturas (Panecillo, Pichincha, La Compañía, Avenida Veinticuatro de Mayo, Quito Norte) para flauta, corno, oboe, clarinete y fagot, 1973.
- Quito arrabal del cielo para coro (texto de Jorge Reyes), 1974.
- Galería siglo XX de pintores ecuatorianos, suite orquestal, 1976.
- El Panecillo, (textos de Eloy Proaño), 1977.
- Solsticio de Verano,(sanjuanito) 1977.
- Tres melodías para soprano y orquesta de cámara sobre textos de Ana María Iza (Iba a fugarme, Pasillo, Aquí me paro y grito), 1978.
- Tríptico para Coro, 1978.
- Tríptico QUITO: Avenida 24 de Mayo, Avenida Amazonas, Universidad Central, 1978
- Jatarichi, 1978
- Jahuay de Pacopamba, 1978.
- Himno a la Provincia de Pichincha, 1979
- Cantos escolares, 1980
- Combate poético para barítono y piano, 1980.
- Otoño para canto y piano, 1980.
- Jaguay, 1981
- La Toronja y el Limón, 1981
- Canto a Bolívar, 1981
- Fiestapara piano, 1982.
- Diálogos para flauta, piano (dedicada a Luciano Carrera), 1982.
- Recitativo y Danza para guitarra, 1983.
- Juegos, 1983.
- Himno a la Universidad de Babahoyo, 1983
- Suite Ecuatoriana, 1985
- Tres melodías para soprano y piano, 1985
- Cuaderno pedagógico para alumnos de piano, 1985-86.
- Et in Terra Pax Hominibus para barítono y orquesta, texto de J. E. Adoum, 1987.
- Huayra Shina para soprano, barítono y orquesta, 1987.
- Historia para orquesta, 1990.
- Del maíz al trigo (tonada), 1993.
- De mestizo a mestizo para orquesta (tres movimientos), 1994.
- Pater Noster para coro (1997).
- Eloy Alfaro para orquesta (2011).
- Suite Ecuatoriana para flauta y orquesta (dedicada a James Strauss) 2016.[6]
- "Concierto para Violín y Orquesta" 2019 comisionado por el Centro Ecuatoriano Norteamericano CEN y dedicado al violinista ecuatoriano Jorge Saade

## Discografía
- Gerardo Guevara: Melodías y canciones. Galo Cárdenas, Barítono; Marie Renée Portais, piano. Fediscos

Lp 5403, 1982.
- Música de nuestro tiempo, Ifesa (LP 301-0293)

Gerardo Guevara: Et in Terra Pax Hominibus para barítono y orquesta, texto de Jorge Enrique Adoum.
otras obras de: M. Estévez, D. Luzuriaga, M. Maiguashca y A. Rodas
Orquesta Sinfónica Nacional dirigida por Álvaro Manzano
- Despedida, Ifesa Lp-CME. Guayaquil 1958. Piano: Gerardo Gevara.
- Se va con algo mío en: Beatriz Parra, Noche lírica en Canal 2, álbum no. 2, IFESA Lp-206-B. Guayaquil, 1973.
- Danzante del destino. Victor 45 rpm PB9027. Suecia, 1977.
- Grandes temas de Música Ecuatoriana

Gerardo Guevara, El Espantapájaros
otras obras de Sixto María Durán Cárdenas, Benítez y Valencia, etc
Piano, Marcelo Ortiz
- Souvenir de l'Amérique du Sud CD. Piano: Marcelo Ortiz

Pasillo (pasillo) (Gerardo Guevara)
Fiesta (albazo) (Gerardo Guevara)
Tonada (tonada) (Gerardo Guevara)
El espantapájaros (pasillo) (Gerardo Guevara)
Apamuy Shungo (danzante) (Gerardo Guevara)
Otras obras en el CD: Luis H. Salgado, Enrique Espín Yépez, Sixto M. Durán, Miguel A. Casares
- Piano Music by Ecuadorian Composers CD. Piano: Boris Cepeda, Alex Alarcón Fabre,

Pasillo (pasillo) (Gerardo Guevara)
Fiesta (aire típico) (Gerardo Guevara)
Albazo (albazo) (Gerardo Guevara)
Otras obras en el CD: Luis H. Salgado, Corsino Duran, Claudio Aizaga, Juan Pablo Muñoz Sanz

## Escritos
- La música coral en Ecuador. En: Diners no. 1, marzo de 1980, pp: 30-33. QUito: Diners Club del Ecuador.
- Segunda Sonata para piano de Luis H. Salgado, en Opus, año III, no. 31, enero. pp 48-51, editada por Arturo Rodas. Quito: Banco Central del Ecuador.
- Vamos a cantar: cancionero popular. Quito: Ministerio de Educación y Cultura, 1991. 205 p. (reimpreso en 1992).